# 南アラビア文字
南アラビア文字（みなみアラビアもじ）は、現在のイエメン周辺地域でかつて使われていたセム語の古代南アラビア語を表記するために用いられていた文字。

## 概要
字形・発音などからして、ウガリット文字や原カナン文字・フェニキア文字など、他の古いセム系文字と関連があることは間違いないが、どのような過程を経て成立したかは分かっていない。7世紀以降、アラビア半島のイスラム化によるアラビア文字の普及で使用されなくなった。この南アラビア文字からは、ゲエズ文字が派生している。

## 特徴
古代南アラビア語のうち、現存しているのは主にサバ語の碑文であるが、ほかにハドラマウト語・カタバン語・ミナ語のものが少数ある。
初期のサバ語碑文は主に牛耕式に書かれたが、それ以外は右から左に書かれる。文字はフェニキア文字より7文字多い29文字がある。うち28文字は現在のアラビア語でも区別されるが、これは両方の言語で古いセム語の子音の区別が残っているだけであり、アラビア語と古代南アラビア語がとくに近い関係にあるわけではない。強調音以外の3種類の s の区別は、ヘブライ語や現代南アラビア諸語での同様の区別と対応する。
| 南アラビア文字（翻字） | s1 | s2 | s3 |
| アラビア語             | s  | š  | s  |
| ヘブライ語             | š  | ś  | s  |
| 現代南アラビア語       | š  | ś  | s  |

南アラビア文字の碑文は紀元前1千年紀のはじめごろから（充分な資料が現れるのは紀元前800年ごろ）、紀元後6世紀中ごろまでのものが1万点以上存在する。碑文文字のほかに、筆記体風の文字で木の棒に書かれたおそらく2-3世紀のサバ語の資料があるが、こちらは判読が難しく、まだ一部しか研究されていない。
石刻碑文の内容は主に落書き、奉納文、建築記念、軍事行動の記録、法律文書、墓碑である。木の棒に書かれたものは少なくとも一部は法律文書や経済的文書であり、手紙の形式で記されたものもある。

## 文字順
南アラビア文字の順序は、よく知られた北西セム文字の順序（' b g d）とはまったく異なり、以下のように並ぶ。
- h l ḥ m q w s2 r b t s1 k n ḫ ṣ s3 f ʾ ʿ ḍ g d ġ ṭ z ḏ y ṯ ẓ

この順序はゲエズ文字のものとよく似ており、かつては時代の新しいものと考えられていたが、これと基本的に同一の文字順序をウガリット文字で書いたものが1988年にラス・シャムラから発見され、またベト・シェメシュからも紀元前1200年の資料が発見されたため、現在では北西セム文字と少なくとも同じくらい古いものと考えられている。

## 一覧
| 字形 | 翻字 | 音価  |
| ---- | ---- | ----- |
|      | h    | /h/   |
|      | l    | /l/   |
|      | ḥ    | /ħ/   |
|      | m    | /m/   |
|      | q    | /q/   |
|      | w    | /w/   |
|      | s2   | /ɬ/   |
|      | r    | /r/   |
|      | b    | /b/   |
|      | t    | /t/   |
|      | s1   | /ʃ/   |
|      | k    | /k/   |
|      | n    | /n/   |
|      | ḫ    | /x/   |
|      | ṣ    | /tsʼ/ |
|      | s3   | /s/   |
|      | f    | /f/   |
|      | ʾ    | /ʔ/   |
|      | ʿ    | /ʕ/   |
|      | ḍ    | /ɬʼ/  |
|      | g    | /ɡ/   |
|      | d    | /d/   |
|      | ġ    | /ɣ/   |
|      | ṭ    | /tʼ/  |
|      | z    | /z/   |
|      | ḏ    | /ð/   |
|      | y    | /j/   |
|      | ṯ    | /θ/   |
|      | ẓ    | /θʼ/  |

## Unicode
Unicode では、以下の領域に次の文字が収録されている。
| U+    | 0 | 1 | 2 | 3 | 4 | 5 | 6 | 7 | 8 | 9 | A | B | C | D | E | F |
| ----- | - | - | - | - | - | - | - | - | - | - | - | - | - | - | - | - |
| 10A60 | 𐩠 | 𐩡 | 𐩢 | 𐩣 | 𐩤 | 𐩥 | 𐩦 | 𐩧 | 𐩨 | 𐩩 | 𐩪 | 𐩫 | 𐩬 | 𐩭 | 𐩮 | 𐩯 |
| 10A70 | 𐩰 | 𐩱 | 𐩲 | 𐩳 | 𐩴 | 𐩵 | 𐩶 | 𐩷 | 𐩸 | 𐩹 | 𐩺 | 𐩻 | 𐩼 | 𐩽 | 𐩾 | 𐩿 |